# Le Journal d'Anne Frank (mini-série)
Pour les articles homonymes, voir Le Journal d'Anne Frank (homonymie).
Le Journal d'Anne Frank (The Diary of Anne Frank) est une mini-série britannique en 5 épisodes de 30 minutes réalisée en 2008 par Jon Jones pour la chaîne BBC One qui la diffuse du 5 au 9 janvier 2009. Il s'agit de l'adaptation fidèle du livre éponyme.
Il existe une version téléfilm d'une durée de 1 heure et 35 minutes qui fut diffusée en France le 7 octobre 2008 lors d’une soirée spéciale consacrée à Anne Frank sur France 2, suivie du documentaire Anne Frank, l’après journal réalisé par Christophe Weber et Laurent Portes,,.
La version téléfilm sort en France en DVD le 19 novembre 2008 avec le documentaire en bonus ainsi qu’un livret de 48 pages.

## Synopsis
La vie clandestine d’une jeune juive d’origine allemande, Anne Frank, entre juin 1942 et août 1944, cachée dans un appartement secret aménagé dans l’annexe d’une entreprise d’Amsterdam, en compagnie de ses parents et de sa sœur ainsi que quatre autres personnes.

## Distribution
- Ellie Kendrick (VF : Céline Melloul) : Anne Frank
- Iain Glen (VF : Jérôme Keen) : Otto Frank
- Tamsin Greig : Edith Frank
- Felicity Jones (VF : Vanessa Valence) : Margot Frank
- Nicholas Farrell : M. Dussel
- Kate Ashfield : Miep Gies
- Ron Cook : Hermann Van Daan
- Lesley Sharp : Petronella Van Daan
- Geoff Breton (en) (VF : Gérard Malabat) : Peter Van Daan

## Fiche technique
- Réalisation : Jon Jones
- Scénario : Deborah Moggach
- Première assistante réalisateur : Lydia Curri
- Producteur artistique : Luana Hanson
- Chef Décorateur : Frédéric Evard
- Casting : Kate Rhode James CDG
- Créatrice de costumes : Michele Clapton
- Créatrice coiffure et maquillage : Caroline Noble
- Musique : Charlie Mole
- Montage : Sue Wyatt ; Ben Lester
- Directeur de la photographie : Ian Moss
- Productrice exécutive : Kate Murrell
- Producteur délégué : John Smithson
- Producteur : Elinor Day
- Version française : MFP
- Adaptation : Jean-Marie Boyer ; Laurent Modigliani

## Nominations
La mini-série a reçu plusieurs nominations.
- Satellite Awards 2010:
  - Meilleure mini-série ou meilleur téléfilm ;
  - Meilleure actrice dans une mini-série ou un téléfilm pour Ellie Kendrick dans le rôle d'Anne Frank.

- OFTA Television Awards 2010:
  - Meilleur son.